# Scott Arpajian
 (décembre 2017).
Scott Loewen Arpajian est un directeur technologique, un entrepreneur et un auteur, mieux connu en tant que cofondateur du site web de téléchargement de logiciels Download.com. Il est actuellement[Quand ?] le chef de la direction du site web espagnol de téléchargement Softonic.

## Origines et éducation
Arpajian est né en 1973 à Mount Kisco, dans l'État de New York. Il est le fils de Lee Arpajian et de Stephanie Fay Arpajian, et a passé sa jeunesse dans le Comté de Westchester, dans l'État de New York. Sa famille a déménagé à Chappaqua, dans l'État de New York, lorsque Arpajian avait 4 ans. Lors de son adolescence, Arpajian a fait ses débuts dans le monde de la technologie en tant qu'utilisateur de CompuServe, Prodigy, Bulletin Board Systems et IBM PC Jr.
Arpajian a fréquenté le Horace Greeley High School et a ensuite poursuivi ses études à l'Université de Boston en 1988. Il a obtenu un baccalauréat en communication en 1992. Lors de ses études à l'Université de Boston, Arpajian a agi à titre de directeur artistique du AdLab de l'École des communications de l'Université de Boston, une agence de publicité multi-services de Boston, entièrement dirigée par des étudiants.

## Carrière
En 1993, Arpajian a obtenu son premier emploi dans le secteur technologique comme rédacteur adjoint de ZDNet, un populaire service en ligne publié par Ziff Davis. Il y travailla jusqu'en 1996.

### CNET Networks et Download.com
En avril 1996, Arpajian s'est joint au CNET Networks en tant que producteur exécutif pour les services de logiciels. Au cours de ses premières semaines au sein de cette entreprise, il a eu l'idée de prendre l'un des domaines détenus par CNET, Download.com, et de l'utiliser pour lancer un site web de téléchargement de logiciels. Download.com a été lancé en octobre 1996 et est devenu de plus en plus populaire. Il a été le récipiendaire du People’s Voice Webby Award dans la catégorie TI/Matériel informatique en 2005 et a gagné le prix des juges dans la même catégorie en 2007.

### Rocket, Paper, Scissors et Dizzywood
En 2006, Arpajian est devenu un entrepreneur et il a cofondé l'entreprise Rocket Paper Scissors à Tiburon, en Californie, en compagnie de Sean Kelly et Ken Marden. Rocket Paper Scissors a lancé son premier projet, le jeu multijoueurs à grande échelle Dizzywood, en novembre 2007. Dizzywood était un monde virtuel pour les enfants où ils pouvaient jouer à des jeux gratuits, explorer des domaines uniques et imaginatifs, et rencontrer de nouveaux amis dans un environnement sécuritaire.
Populaire auprès des enfants âgés entre 8 et 12 ans, la communité en ligne de Dizzywood s'est rapidement accrue, atteignant plus de 400 000 visiteurs internationaux par mois, ce qui a été souligné par plusieurs organes de presse, incluant The New York Times. En trois ans, le monde collaboratif de Dizzywood a accumulé plus de 1,5 million d'utilisateurs.
En 2010, Dizzywood a été consolidé lorsque SecretBuilders, une compagnie basée à San Mateo en Californie, a acquis ses actifs.
L'univers du jeu a été fermé en 2010, mais le site web, avec la majorité de son contenu, est demeuré en ligne.

### The Walt Disney Company
En juin 2012, Arpajian est devenu le vice-président stratégie et international de Disney Social Games, une filiale de Disney Interactive Media Group, où il a été chargé du développement commercial, des opérations internationales et de la stratégie en matière de franchise jusqu'en juillet 2014.

### Softonic
En février 2015, le principal site internet de téléchargement de logiciels, Softonic, a annoncé la nomination de Arpajian à titre de chef de la direction, faisant de lui le premier américain à la tête d'une compagnie espagnole.
Dès son entrée en poste, Arpajian a pris la décision de mettre fin à la commercialisation du produit controversé de la compagnie, le Softonic Downloader, afin de regagner la confiance des utilisateurs. Arpajian a ensuite lancé Clean and Safe ,, une initiative visant à nettoyer le catalogue de logiciels du site web et à assurer une expérience sécuritaire pour les utilisateurs.
Sous la direction d'Arpajian, après une période de difficultés économiques, Softonic a été capable de redevenir rentable en seulement 7 mois, ce qui a mené Softonic à reconsidérer son développement.

## Publications
Arpajian est l'auteur de trois livres traitant de technologie : How to Use HTML3 ; How to Use HTML 3.2 (avec Robert Mullen) et How to Use the World Wide Web (avec Wayne Ause).

## Prix et distinctions
Arpajian est régulièrement invité à titre de conférencier dans des congrès technologiques partout en Europe et aux États-Unis.
En 1997, il a reçu le prix de la Computer Press Association pour le meilleur livre « How-To ».

## Vie personnelle
Arpajian est marié à l'écrivaine Kirsten Arpajian (née Bollen) depuis 2002. Ils vivent à Barcelone en Espagne avec leurs deux enfants.